# Ленинский (Иркутская область)
Ле́нинский — посёлок в Куйтунском районе Иркутской области России. Входит в состав Ленинского сельского поселения.

## География
Посёлок находится на расстоянии 45 км к юго-востоку от рабочего посёлка Куйтун, административного центра района.

## Население
| 2002 | 2010 | 2011 | 2012 |
| ---- | ---- | ---- | ---- |
| 450  | ↘314 | ↘313 | ↘307 |

### Национальный состав
По данным Всероссийской переписи, в 2010 году в посёлке проживало 314 человек (148 мужчин и 166 женщин).